# Vvedenskya
Vvedenskya, monotipski biljni rod iz porodice štitarki, smješten u tribus Selineae. Jedina vrsta je V. pinnatifolia, uzbekistanski endem., nekada uključivan u rod Conioselinum.

## Sinonimi
- Conioselinum pinnatifolium (Korovin) Schischk.